# كارو فيلوتشي 33
كارو فيلوتشي 33 (بالإيطالية: Carro Veloce 33)‏ أو سي في-33 (بالإيطالية: CV-33)‏ تانكت إيطالية. بدأ إنتاجها عام 1933 حتى عام 1935. واستخدمها الجيش الإيطالي وقبل وخلال الحرب العالمية الثانية. لم يتجاوز وزن السي في-33 عن 2.7 طن فيما طول بدنها نحو 3.03م وعرضها 1.4م بارتفاع لا يتجاوز 1.2م.
في عام 1938 تم إنتاج النسخة النهائية بشكل غير رسمي، ومن ثم تطويره إلى (L3/38) ‏ CV38، ووضع بعض التعديلات على نظام التعليق والمسارات وأنتج أكثر من 2,000 نسخة (بما في ذلك الإصدارات الخاصة).

## الاسم
أطلق اسم كارو فيلوتشي 33 (بالإيطالية: Carro Veloce 33)‏ على المركبة ويختصر الاسم إلى سي في-33 (بالإيطالية: CV-33)‏ ويعني ذلك باللغة الإيطالية «العربة السريعة» فيما يرمز الرقم 33 إلى سنة التصنيع وهو عام 1933. وفي عام 1938 غُير الاسم ليصبح L3/33.

## الإنتاج والتطوير
صنعت السي في-33 من قبل شركة فيات الإيطالية وبدأ إنتاجها عام 1933 واستمر حتى عام 1935 وبلغت الكمية المصنعة نحو 2,000 دبابة سي في-33. وقد استمد تصميمها من دبابة التانكت البريطانية «كأردن لوياد» والتي استودرتها إيطالية عام 1929.

## التسليح والحماية
يتألف طاقم الكارو فيوتشي 33 من راكبين هما السائق والأمر وقد سلحت برشاش من عيار 6.5 ملم، من ناحية التدريع فترواح سمك الدرع في المركبة بين 6 و12 ملم وهو ما يكفي لحمايتها من الأعيرة النارية وشظايا المتفجرات.

## الاداء
جهزت المركبة بمحرك فيات مبرد بالمياه يولد قوة 43 حصانا، وتصل سرعتها القصوى إلى 42 كيلومترا بالساعة بمدى يصل إلى 110 كم.